# Kay Francis
Kay Francis (13 de janeiro de 1905 - 26 de agosto de 1968) foi uma atriz estadunidense de cinema e teatro. Na década de 1930 foi a principal estrela feminina da Warner Brothers e a mais bem paga. Era chamada de "rainha da Warners Brothers".

## Biografia

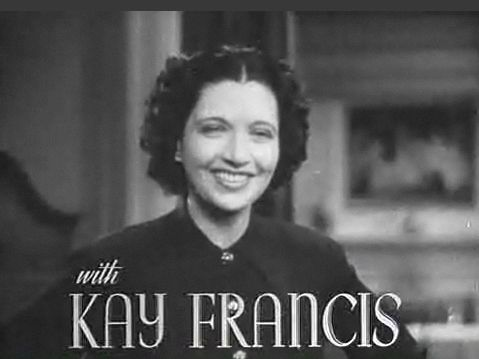
My Bill (1938).

Kay Francis nasceu Katharine Edwina Gibbs, no dia 13 de janeiro de 1905 em Oklahima City, Oklahoma nos Estados Unidos
Filha de um empresário e de uma atriz. Quando tinha quatro anos de idade seu pais se separaram. Aos cinco anos ela e sua mãe foram para Nova York onde ela se dedicou aos estudos. Aos 17 anos ela ficou noiva e se casou com James Dwight Francis, de quem adotou o sobrenome, o casamento acabou em divórcio.
Em 1925 Kay se divorciou e decidiu seguir os passos da mãe no teatro. No mesmo ano, estreou na Broadway e se casou com William Gaston. Em 1927 já divorciada de Gaston, Kay ficou noiva de Alan Ryan Jr e prometeu a família dele que abandonaria a carreira de atriz. Mas a promessa não durou e em 1928 ela estava de volta aos palcos. Lá ela atuou em uma peça com Walter Huston, que ficou impressionado com sua atuação e a encorajou a fazer um teste para o cinema. Ela conseguiu o papel em Gentlemen of the Press em 1929.
Francis assinou contrato com a Paramount em 1929. Entre 1929 e 1931 atuou em cerca de 21 filmes, seis com William Powell,tornando-se uma dupla frequente no cinema. Em meados dos anos 1930 Kay tornou-se o exemplo de "garota elegante americana", graças a sua beleza morena, altura, voz marcante, seus looks e sua presença de palco.
Em 1932 assinou contrato com a Warner Brothers que a prometeu status, salário melhor e papéis mais simpáticos. Junto com William Powell e Ruth Chatterton (que assinaram contrato junto com Kay), foram elevados ao status de estrelas.
Em 1930 ela estava casada com John Meehan, mas ao chegar em Hollywood começou a ter um caso com o ator Kenneth MacKenna, e em 1931 estavam casados. Em 1934 se divorciou novamente, ainda se casou mais uma vez em 1939, mas nunca teve filhos. Entre 1932 e 1936 Kay foi a grande estrela de Hollywood. Mas, ela não tinha liberdade para escolher seus papéis, o que causou uma série de atritos com o estúdio, que também queria diminuir seu salário, alto demais para a época. Ela então decidiu processar a Warner tentando cancelar seu contrato.
Em 1939 seu contrato com a Warner foi cancelado e ela não conseguiu mais assinar com outro estúdio. Ela passou então a atuar esporadicamente, mas não como estrela de filmes, apenas como coadjuvante.
Durante a Segunda Guerra Mundial, passou a fazer trabalho voluntário e turnês a bases militares. Após a guerra Kay estava oficialmente desempregada. Conseguiu papel em três filmes em 1945 e 1946. Em 1948, já com a saúde em declínio, foi forçada a se aposentar, após uma grave queimadura em um radiador.
Em 1966 foi diagnosticada com câncer de mama, passou por uma mastectomia, mas já era tarde o câncer havia se espalhado. Faleceu em 1968.

## Filmografia

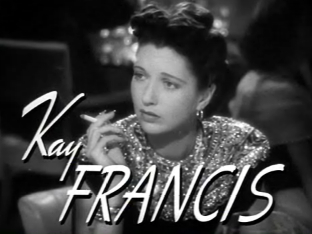
The Feminine Touch (1941)

| - The Cocoanuts (1929) - Gentlemen of the Press (1929) - Dangerous Curves (1929) - Illusion (1929) - The Marriage Playground (1929) - Behind the Make-Up (1930) - Street of Chance (1930) - Paramount on Parade (1930) - A Notorious Affair (1930) - For the Defense (1930) - Raffles (1930) - Let's Go Native (1930) - The Virtuous Sin (1930) - Passion Flower (1930) - Scandal Sheet (1931) - Ladies' Man (1931) - The Vice Squad (1931) - Transgression (1931) - Guilty Hands (1931) - 24 Hours (1931) - Girls About Town (1931) - The False Madonna (1931) - Strangers in Love (1932) - Man Wanted (1932) - Street of Women (1932) - Jewel Robbery (1932) - One Way Passage (1932) - Trouble in Paradise (1932) - Cynara (1932) - The Keyhole (1933) - Storm at Daybreak (1933) - Mary Stevens, M.D. (1933) - I Loved a Woman (1933) | - The House on 56th Street (1933) - Mandalay (1934) - Wonder Bar (1934) - British Agent (1934) - Living on Velvet (1935) - Stranded (1935) - The Goose and the Gander (1935) - I Found Stella Parish (1935) - The White Angel (1936) - Give Me Your Heart (1936) - Stolen Holiday (1937) - Another Dawn (1937) - Confession (1937) - First Lady (1937) - Women Are Like That (1938) - My Bill (1938) - Secrets of an Actress (1938) - Comet Over Broadway (1938) - King of the Underworld (1939) - Women in the Wind (1939) - In Name Only (1939) - It's a Date (1940) - When the Daltons Rode (1940) - Little Men (1940) - Play Girl (1941) - The Man Who Lost Himself (1941) - Charley's Aunt (1941) - The Feminine Touch (1941) - Always in My Heart (1942) - Between Us Girls (1942) - Four Jills in a Jeep (1944) - Divorce (1945) - Allotment Wives (1945) - Wife Wanted (1946) |